# Alambra
Alambra (auch Alambra-Mouttes) ist der Ort einer Ausgrabungsstätte im Bezirk Nikosia auf Zypern.
Dort fanden von 1974 bis 1985 Ausgrabungen statt, bei denen man die Reste einer mittelbronzezeitlichen (ca. 1900–1650 v. Chr.) Siedlung entdeckte. Dabei kamen verschiedene Wohnbauten ans Licht, bei denen es sich um rechteckige Häusern mit mehreren Räumen handelte. Ausgegraben wurden Rinder-, Reh-, Schweine- und Ziegenknochen.
Die Keramikfunde waren wichtig zur Klärung der Entwicklung bronzezeitlicher Keramik auf Zypern. Es konnten zwei Tonarten unterschieden werden, aus denen die hiesige Keramik produziert wurde. Es fanden sich Keramikfiguren und Kupferobjekte, jedoch keine Anzeichen für Kupferverarbeitung.